# Åke Bergqvist
Åke Carl Magnus Bergqvist (Ronneby, 29 agosto 1900 – Stoccolma, 7 marzo 1975) è stato un velista svedese, vincitore della medaglia d'oro nella classe 6 metri a Los Angeles 1932 a bordo di Bissbi insieme a Martin Hindorff, Olle Åkerlund e Tore Holm.

## Palmarès
- Giochi olimpici

Los Angeles 1932: oro nella classe 6 metri.